# Auferstehungskirche, Hamburg-Barmbek
Auferstehungskirche (Uppståndelsekyrkan på svenska) är en evangelisk kyrka som ligger i stadsdelen Hamburg-Barmbek-Nord i Hamburg.

## Kyrkobyggnaden
Auferstehungskirche är en rundkyrka som uppfördes efter ritningar av arkitekt Camillo Günther. 23 januari 1916 lade grundstenen och 16 maj 1920 invigdes kyrkan. Tillhörande församlingslokaler invigdes 2 december 1927. I kyrkorummet finns 400 sittplatser samt 230 ytterligare sittplatser på läktarna.

## Inventarier
- Predikstolen av natursten står precis framför koret några trappsteg upp.
- Framför predikstolen står kyrkans dopfunt som bär inskriften: „Wisset ihr nicht, welches Geistes Kinder ihr seid?" översatt: "Vet ni inte vilken andes barn ni är?".
- Orgeln är byggd 1924 av Walcker Orgelbau.

## Bildgalleri

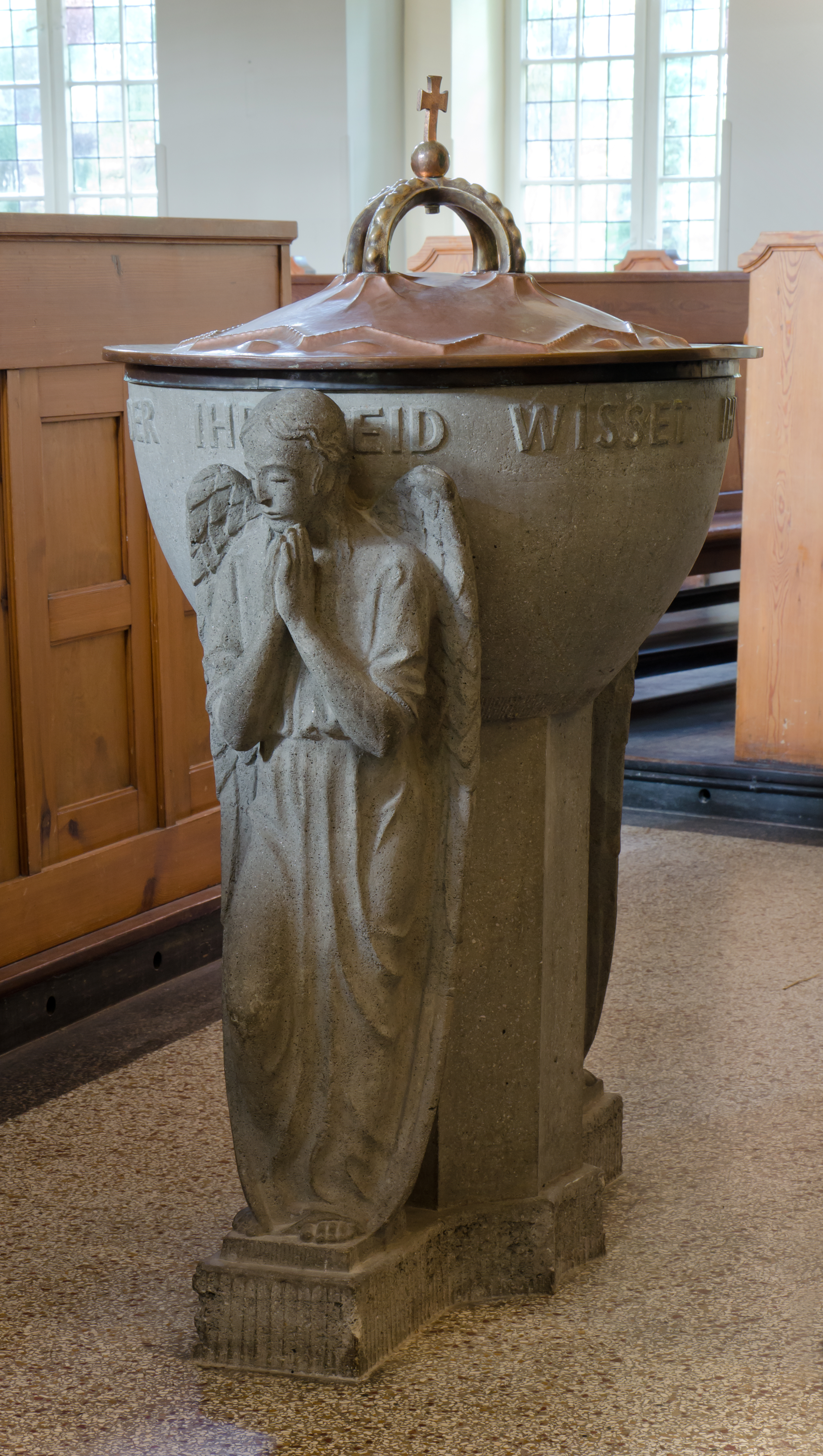
Dopfunt
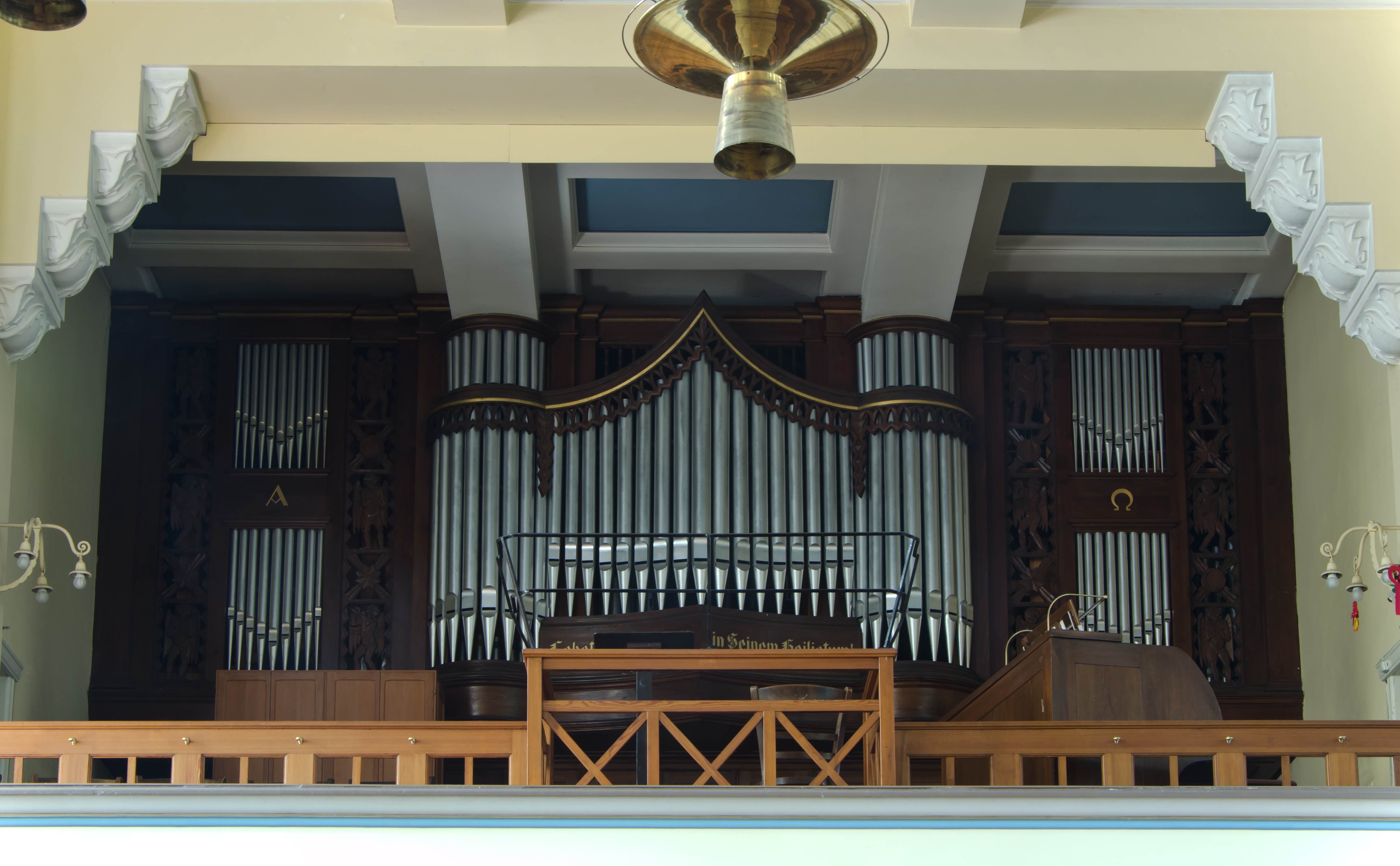
Orgel
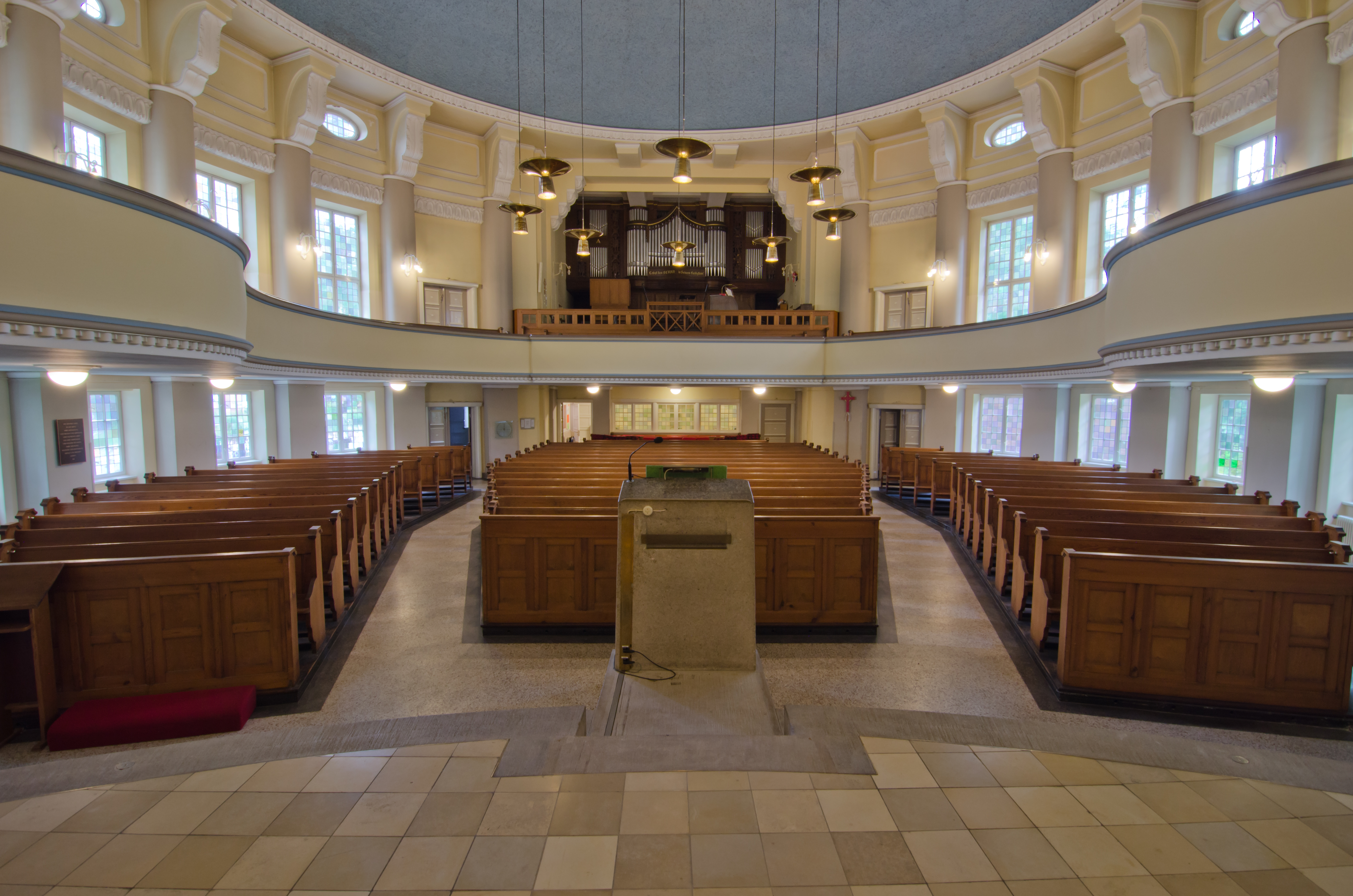
Kyrkorum mot ingång
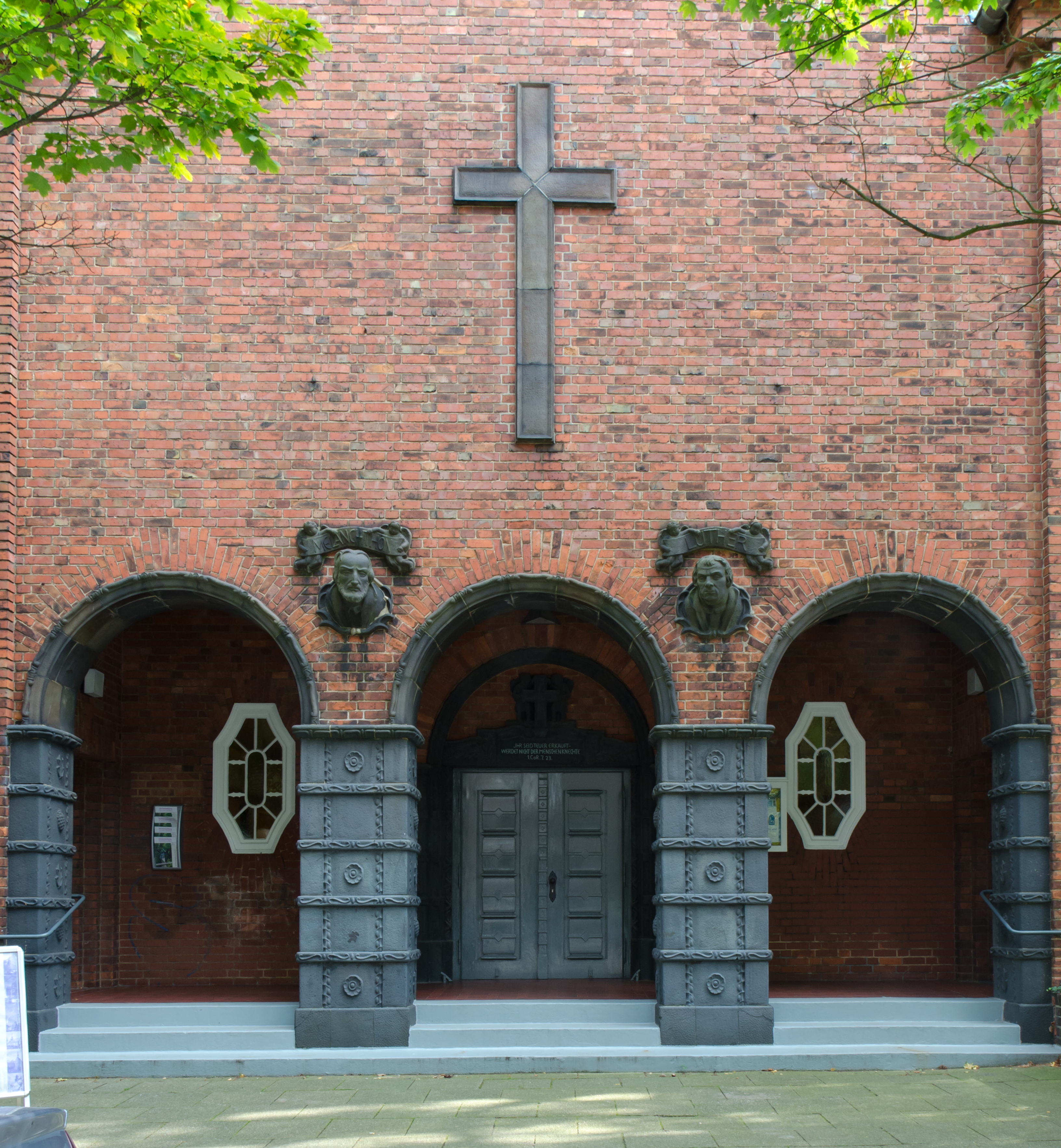
Kyrkans ingång
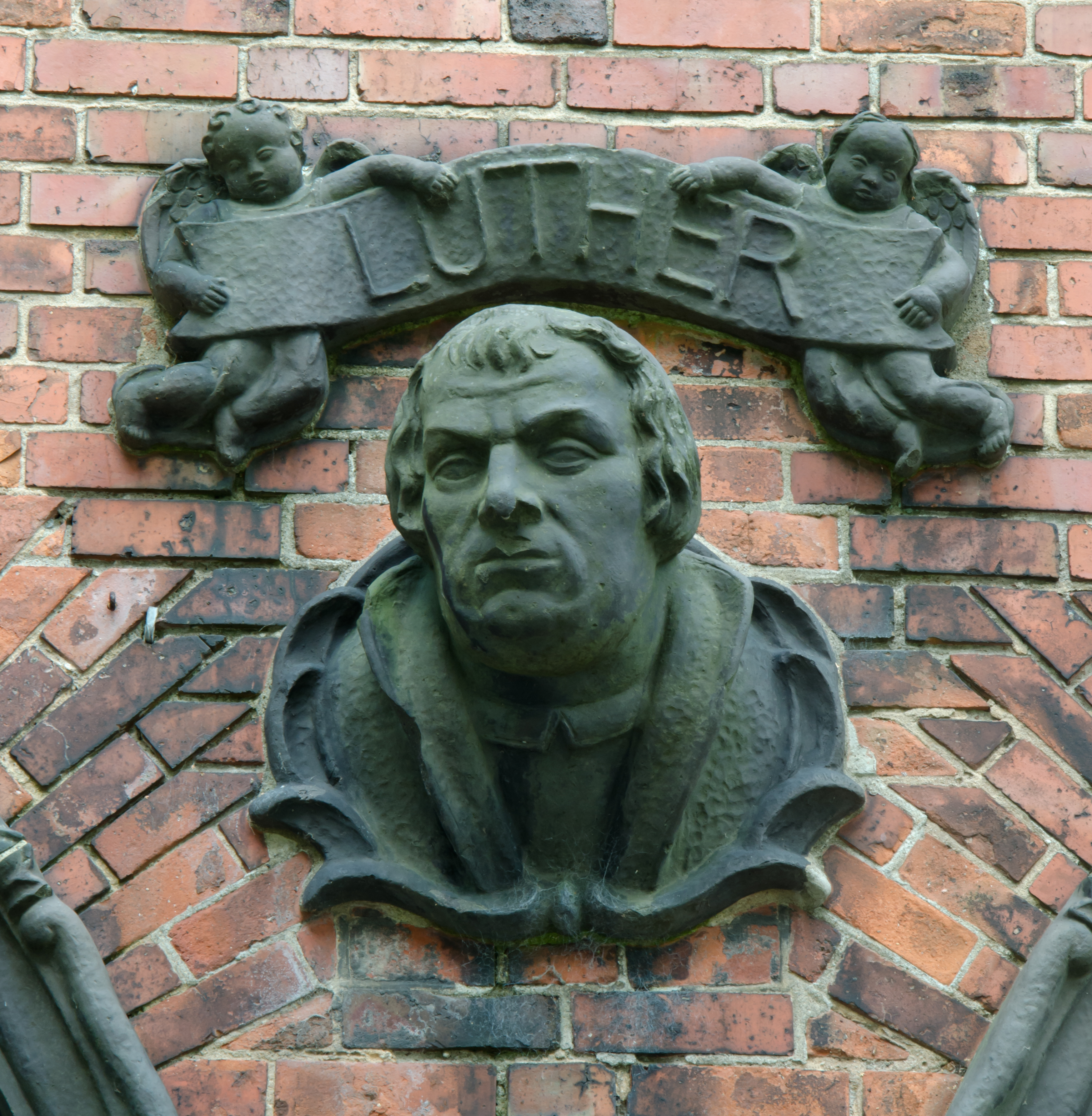
Martin Luther
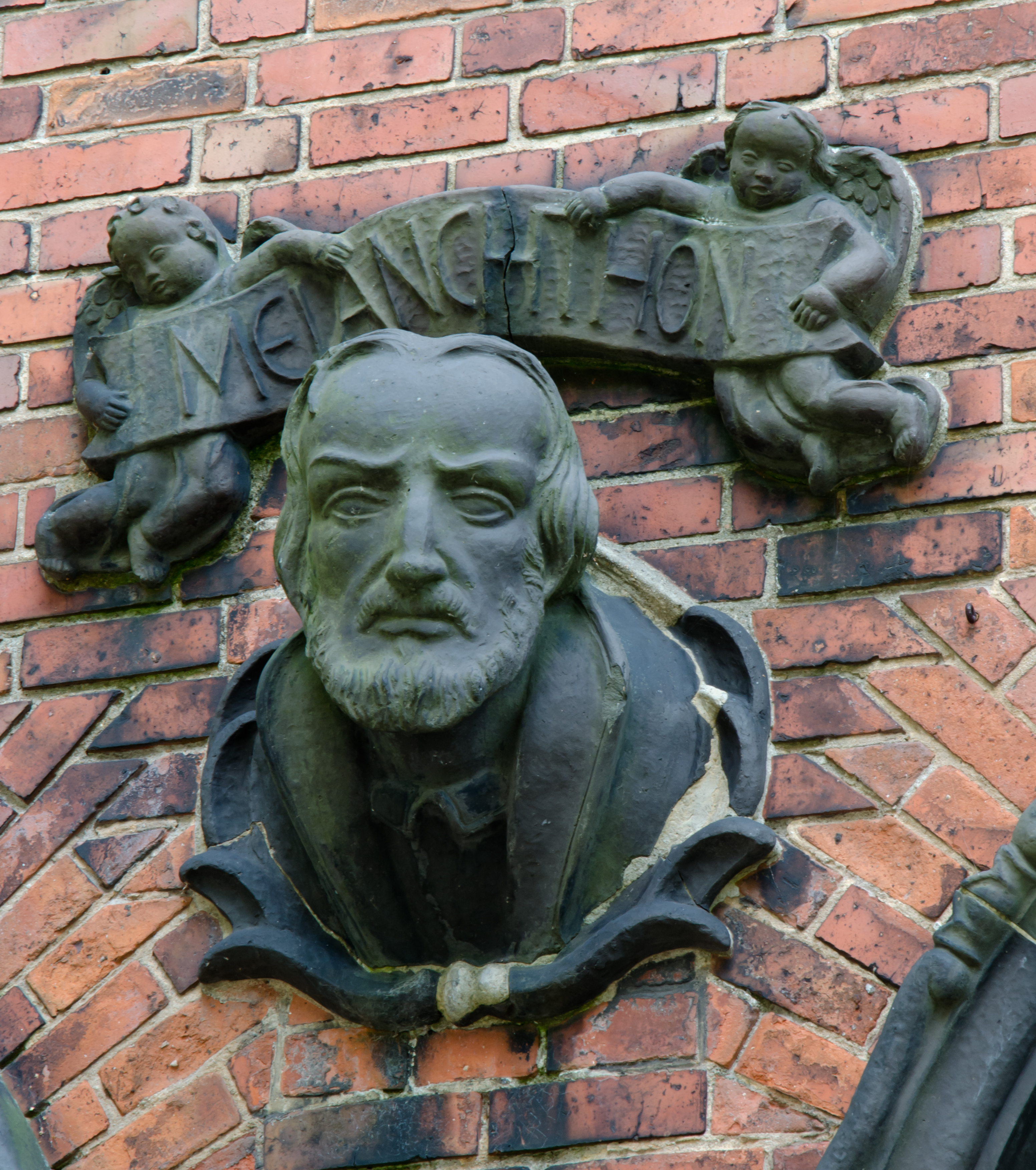
Philipp Melanchthon
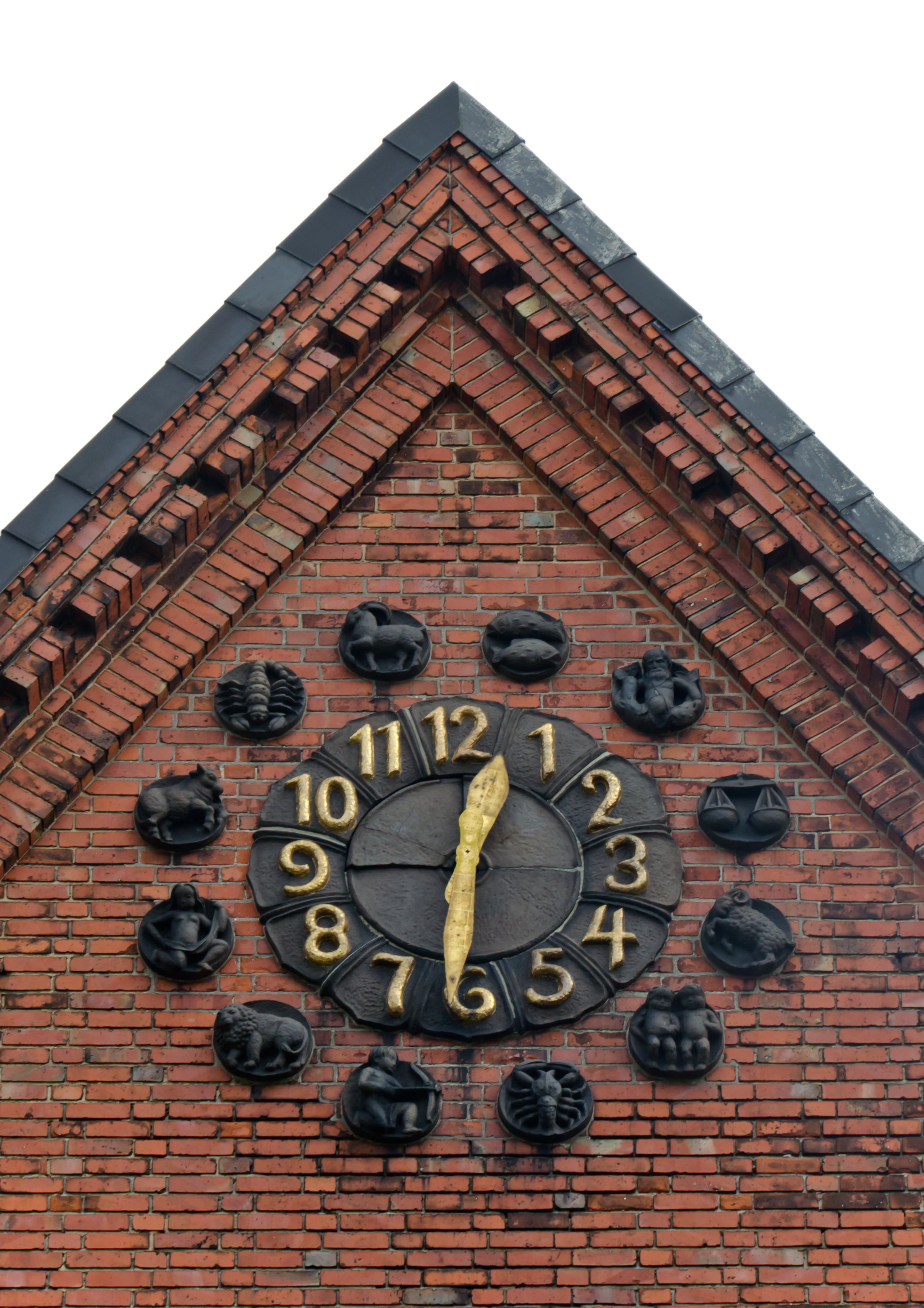
Klocka ovanför ingången med zodiakens tecken.